# نادر خان (ورزشکار)
نادرخان دونده المپیک دو نیمه استقامت اهل پاکستان است. او نمایندهٔ کشورش در المپیک دو و میدانی سال ۱۹۹۲ بود.